# Tonneins Lot et Garonne XIII
Maillots
Actualités
Tonneins XIII est un club de rugby à XIII français situé à Tonneins, dans le département de Lot-et-Garonne. L'équipe première du club évolue actuellement dans le championnat de France de rugby à XIII de deuxième division : l'Élite 2. Sous son appellation d'origine U.S. Tonneins, le club a été le premier a adhérer à la nouvelle Ligue française de rugby à XIII dès 1934. Il a le plus souvent évolué en deuxième division, avec de rares incursions dans le championnat d'Elite 1. Le club possède une école de rugby (premiers-pas, pupille, poussin, benjamin), des minimes, des cadets ainsi que des juniors.

## Histoire et contexte
Un écrivain considère que ce club « a donné de grands noms »  au rugby à XIII français. Il cite ainsi les frères Trémouille, mais aussi les frères Rouanet.

## Palmarès
| Championnat de France de deuxième division                            |
| --------------------------------------------------------------------- |
| - Vainqueur (3) : 1968, 1974 et 1998. - Finaliste (2) : 1957 et 1996. |

## Effectif actuel
Notes : * Joueurs laissés à disposition par Villeneuve XIII rugby league dans le cadre du protocole entre les deux équipes.

## Présidents
| - 1935-36 : Norbert Teyssier - 1936-38 : Valmy Grand - 1938-39 : Courret - 1939-40 : Espert - 1940-44 : Rugby à XIII interdit par le gouvernement de Vichy - 1944-48 : Chaudruc - 1948-50 : Millas - 1950-51 : Mortemousque - 1951-52 : Saint-Genest - 1952-53 : Léon Escouteloup - 1953-55 : Moussu - 1955-56 : Guingal - 1956-57 : Salesse - 1957-63 : André Rigal - 1963-69 : Jean Bernège | - 1969-70 : Pancak - 1970-74 : Georges Fréchic - 1975-77 : Robert Rouanet - 1977-78 : Guiraud - 1978-81 : Jean-Jack Boullière - 1981-83 : René Gourdon - 1983-84 : Gabriel Condamine et Jean-Pierre Gillet - 1984-86 : Gabriel Condamine - 1986-91 : Erick Rivera - 1991-92 : Jean-Louis Vignes - 1992-93 : Bruno Gobbini et Francis Guardini - 1993-95 : Bruno Gobbini - 1995-96 : Bruno Gobbini et Francis Guardini - 1996-99 : Jean-Pierre Aman - 1999-02 : Bruno Gobbini | - 2002-03 : Jean-Pierre Aman, Didier Chaumeil et José Dubourg - 2003-04 : Bruno Gobbini - 2005-07 : Bruno Gobbini et Christian Garin - 2007-11 : Alain Garin et Serge Rousseau - 2011-12 : Louis Brésolin - 2012-13 : Louis Brésolin et Alain Garin - 2013-15 : Pascal Pancheri et Denis Vergnes - 2015-16 : Serge Marcon - 2016- : Éric Vergniol |

### Entraîneurs
- 2007-2014 :  Éric Wirtz
- 2014-? :  Pierre Sabatié
- 2018-2022 :  Thibault Leib

## Bilan du club toutes saisons et toutes compétitions confondues
| Année                                      | Année                                      | Saison régulière                           | Saison régulière                           | Saison régulière                           | Saison régulière                           | Saison régulière                           | Saison régulière                           | Saison régulière                           | Saison régulière                           | Phase finale                               | Phase finale                               | Phase finale                               | Phase finale                               | Phase finale                               | Phase finale                               | Phase finale                               | Coupe              |
| Année                                      | Année                                      | Class.                                     | Points                                     | MJ                                         | V.                                         | N.                                         | D.                                         | Pp.                                        | Pc.                                        | Perf.                                      | MJ                                         | V.                                         | N.                                         | D.                                         | Pp.                                        | Pc.                                        | Performance        |
| Championnat de France de deuxième division | Championnat de France de deuxième division | Championnat de France de deuxième division | Championnat de France de deuxième division | Championnat de France de deuxième division | Championnat de France de deuxième division | Championnat de France de deuxième division | Championnat de France de deuxième division | Championnat de France de deuxième division | Championnat de France de deuxième division | Championnat de France de deuxième division | Championnat de France de deuxième division | Championnat de France de deuxième division | Championnat de France de deuxième division | Championnat de France de deuxième division | Championnat de France de deuxième division | Championnat de France de deuxième division | Coupe de France    |
| 2023                                       | 2023                                       | 9e                                         | 11                                         | 16                                         | 2                                          | 0                                          | 14                                         | 300                                        | 574                                        | Non qualifié                               | -                                          | -                                          | -                                          | -                                          | -                                          | -                                          | Seizième de finale |
| 2024                                       | 2024                                       | 7e                                         | 23                                         | 16                                         | 7                                          | 0                                          | 9                                          | 358                                        | 506                                        | Non qualifié                               | -                                          | -                                          | -                                          | -                                          | -                                          | -                                          | Huitième de finale |
| 2025                                       | 2025                                       | 8e                                         | 19                                         | 16                                         | 5                                          | 0                                          | 11                                         | 363                                        | 557                                        | Non qualifié                               | -                                          | -                                          | -                                          | -                                          | -                                          | -                                          | Huitième de finale |